# Гауфлер, Юлия Викторовна
Юлия Викторовна Гауфлер (род. 18 августа 1986) — российская ватерполистка, игрок сборной России и ватерпольного клуба «Уралочка-ЗМЗ».

## Карьера
Выступала за команду Уралочка-ЗМЗ, в 2008 перешла в команду «Штурм-2002» (г. Чехов, Московская обл.). Серебряный (2009—2013) и бронзовый (2008) призёр чемпионатов России.
Двукратная (2006, 2010) чемпионка Европы по водному поло, призёр чемпионата мира, мастер спорта международного класса.
Бронзовый призёр Кубка мира (2006).
Победительница (2008), серебряный (2005) и бронзовый (2006) призёр Мировой лиги.